# Charles Emory Smith

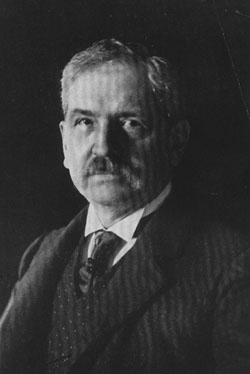
Charles Emory Smith

Charles Emory Smith (* 18. Februar 1842 in Mansfield, Connecticut; † 19. Januar 1908 in Philadelphia, Pennsylvania) war ein US-amerikanischer Journalist und Politiker (Republikanische Partei), der dem Kabinett der Vereinigten Staaten von 1898 bis 1902 als Postminister angehörte.

## Leben und berufliche Laufbahn
Im Jahr 1849 zog Charles Smith mit seinen Eltern in den Staat New York, wo die Familie in Albany ansässig wurde. Er besuchte dort die öffentliche Schulen und eine Privatschule. 1861 machte er seinen Abschluss am Union College in Schenectady. Mit Beginn des Bürgerkrieges trat er in die Dienste der Unionsarmee und gehörte dem Stab von General John F. Rathbone als Rekrutierungsoffizier an. In dieser Position konnte er auch sein schreiberisches Talent zur Geltung bringen.
Nachdem er von 1862 und 1865 als Lehrer an der Albany Academy, seiner ehemaligen Schule, gearbeitet hatte, schlug er eine Laufbahn als Journalist ein. Von 1865 und 1870 war er Redakteur des Albany Express; danach wechselte er zum Albany Journal, als dessen Chefredakteur er von 1876 bis 1880 fungierte. Während dieser Zeit war er zwischen 1879 und 1880 auch Mitglied des Lehrstabs der University of the State of New York. Schließlich übernahm er 1880 den Redakteursposten bei der Philadelphia Press, den er mit Unterbrechungen bis zu seinem Tod innehatte. Diese Zeitung war wie auch das Albany Journal ein Organ der Republikanischen Partei.

## Politik und öffentliche Ämter
Als Republikaner war Smith auf staatlicher und nationaler Ebene aktiv. So stand er bei den State Conventions in New York zwischen 1874 und 1880 mit Ausnahme des Jahres 1877 jeweils dem Resolutionsausschuss vor; 1879 war er Präsident des Parteitages. Er fungierte überdies als Delegierter bei zahlreichen Republican National Conventions. Vor allem in den Jahren 1876 und 1896 trug er dabei viel zur politischen Leitlinie bei.
Von 1890 bis 1892 amtierte Smith als Botschafter der Vereinigten Staaten in Russland. Angesichts der dort damals grassierenden Hungersnot initiierte er ein Hilfsprogramm für die leidende Bevölkerung. Die bereitgestellten Nahrungsmittel und weiteren Hilfen hatten einen Wert von rund 750.000 US-Dollar.
Nach seiner Rückkehr aus Russland arbeitete er zunächst wieder als Redakteur, ehe ihn US-Präsident William McKinley 1898 als Postmaster General in sein Kabinett holte. Während seiner Amtszeit machte er sich vor allem um den Rural Delivery Service verdient, den Lieferservice für die ländlichen Bereiche. Kritik zog er allerdings auf sich, da unter seiner Führung innerhalb des Ministeriums Korruptionspraktiken regelmäßig vorkamen, wie sich später herausstellte.
Präsident McKinley fiel im September 1901 einem Attentat zum Opfer. Unter dessen Nachfolger Theodore Roosevelt blieb Charles Emory Smith noch bis zum Januar 1902 im Amt, ehe mit Henry C. Payne ein Nachfolger berufen wurde. Smith verstarb im Jahr 1908.